# 八台遗址
八台遗址是第三次全国文物普查中在山西省左云县三屯乡八台村发现的一处金代文化遗址。遗址的文化层厚达60厘米，分布在5万平方米的面积内。自断崖处判断出遗址保存有灰坑。遗址地面可采集到建筑构件、陶片与瓷片。瓷片主要为白釉，亦含有少量的黑釉、褐釉，瓷片装饰手法包括划花、刻花等，器型包括碗碟和鸡腿瓶。
八台遗址现已公布为左云县文物保护单位。